# Временно правителство на Македония „Единство“
Временното правителство на Македония „Единство“ е формирано в 1880 година, когато Леонидас Вулгарис заедно с Константин Буфски организират събрание в местността Гремен теке край Острово на 21 май/2 юни. На събранието присъстват 32 делегати, които формират Временно правителство на Македония „Единство“. Представителите искат от османското правителство приложение на член 23 на Берлинския договор, а от Великите сили, гаранции за приложението му. В писмо до руския консул в Солун, подписано от председателя Васил Симонов и от членовете Анастас Димитров и Али ефенди, пише, че руската държава може да помогне в борбата на македонците в придобиването на права, подобни на тези, които имат другите балкански държави. Последният познат документ на Временното правителство е Манифестът от 18 юни 1881 година.
- Манифестът на Временното правителство